# Tarangire Nationalpark
Tarangire Nationalpark er den sjettestørste nationalpark i Tanzania. Den ligger syd for Manyarasøen og har et areal på  ca. 2.850 kvadratkilometer. Den er opkaldt efter floden Tarangire som løber  gennem parken.
Parken er kendt for det store antal elefanter, løver, giraffer, baobabtræer og træklatrende klippepython-slanger.
3°50′S 36°00′Ø / 3.833°S 36.000°Ø